# Civitas Auderiensium

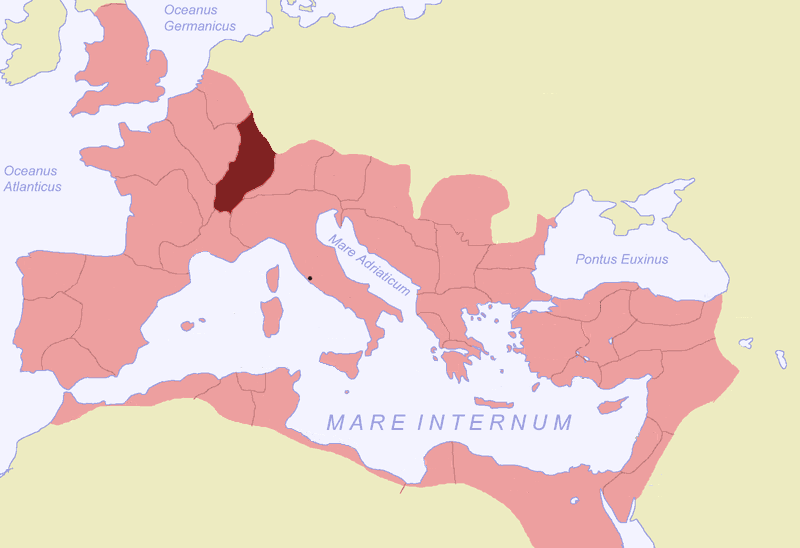
Ubicación de la provincia Germania superior del Imperio romano

La Civitas Auderiensium era una Civitas en una parte de la provincia Germania superior del Imperio romano en la orilla derecha del Rin al sur de la Civitas Taunensium. El lugar principal era Dieburgo donde existen varias inscripciones documentando su existencia.